# Harry Bernstein
Harry Bernstein, född 30 maj 1910 i Stockport, Greater Manchester, England, död 3 juni 2011 i Brooklyn, New York, var en amerikansk författare.
Bernstein föddes i norra England i en fattig judisk familj som flyttade till USA när han var 12 år gammal. Där bodde de ett tag i Chicago innan modern lämnade den alkoholiserade fadern och flyttade med barnen till New York. Efter ett liv som redaktör vid olika filmbolag och tidskrifter (däribland Popular Mechanics, Jewish American Monthly och Newsweek) och pensionering vid 62 års ålder, var det ensamheten efter hustrun Rubys död år 2002 som fick Harry Bernstein att börja skriva. Han var bosatt i Brick Township, New Jersey.
Han romandebuterade vid 96 års ålder och har gett ut tre självbiografiska romaner, The Invisible Wall (2007, Den osynliga väggen), The Dream (2008, Drömmen) och The Golden Willow (2009, Guldpilen). De båda första romanerna har översatts till svenska av Nils Larsson (Brombergs förlag) och gått som följetong i Sveriges Radio, i uppläsning av Ingemar Carlehed.
Debutromanen Den osynliga väggen beskriver den alkoholiserade fadern, den antisemitism som familjen utsattes för i England och systerns romantiska förälskelse i en kristen man.
Uppföljaren Drömmen beskriver flytten till Amerika, mötet med släktingar i Chicago, uppgörelsen med fadern, flytten till New York, hur depressionen drabbar landet, hur Harry möter och gifter sig med Ruby och till slut får anställning som manusredaktör vid filmbolaget Metro-Goldwyn-Mayer.
Sista boken i trilogin, Guldpilen, handlar om hustrun Rubys sista år och tiden efter hennes död och hur Harry får sin första bok utgiven, med tillbakablickar från deras över 60 år långa äktenskap. Även denna bok är översatt till svenska av Nils Larsson.